# Semirostrum

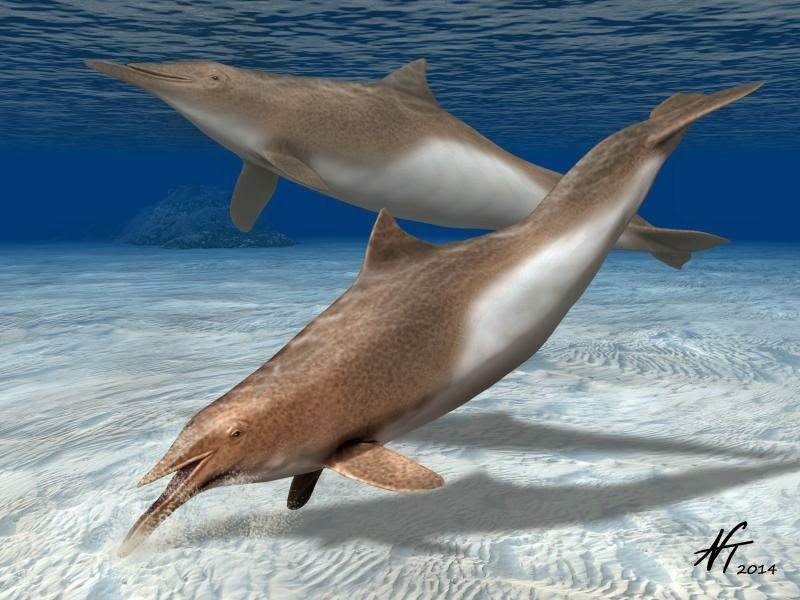
S. ceruttii — реставрація

Semirostrum ceruttii — вимерла морська свиня, яка жила від 5 до 1.5 мільйонів років тому, в епоху пліоцену. Цей вид дуже відмітний завдяки надзвичайно довгому симфізу на нижній щелепі, що досягає в довжину 85 сантиметрів, тоді як у сучасних морських свиней довжина 1–2 сантиметри. Основна гіпотеза щодо його використання полягає в тому, що він досліджував відкладення в темних гирлах і берегах нинішньої Каліфорнії в пошуках їжі, яку можна було б легко зачерпнути через симфіз у щелепу. Етимологія назви означає «напівдзьоб», вказуючи на те, що верхня щелепа становить половину довжини нижньої.